# Стивенсон, Маклин
Эдгар Маклин Стивенсон-младший (англ. Edgar McLean Stevenson Jr.; 14 ноября 1927 — 15 февраля 1996) — американский актёр, наиболее известен благодаря ролям подполковника Генри Блейка в сериале «МЭШ» и Майкла Николсона в сериале «Шоу Дорис Дэй».

## Ранняя жизнь
Стивенсон родился в Нормал, Иллинойс. Его отец, Эдгар, был кардиологом, его сестра — актриса Энн Уитни.
Стивенсон учился в Lake Forest Academy, а после её окончания с 1946 по 1948 год служил в ВМС США в качестве военного медика. После службы окончил Северо-Западный Университет, где получил степень бакалавра театральных искусств.
До того как стать актёром Стивенсон сменил много профессий: он работал на радиостанции, играл клоуна на телевидении в Далласе, был помощником спортивного директора в Северо-Западном университете, продавал медикаменты и страховки, а также работал в качестве пресс-секретаря своего кузена в президентских выборах 1952 и 1956 годов. 

## Карьера

### Начало актёрской карьеры
В 1961 году Стивенсон последовал совету двоюродного брата начать карьеру в шоу-бизнесе и поступил в American Musical and Dramatic Academy. В 1962 году Стивенсон дебютировал как актёр в мюзикле The Music Man. Затем он работал в театрах и телевидении Нью-Йорка, а также выступал на Бродвее. Кроме того, он писал сценарии для комедийных шоу, появлялся в эпизодах варьете-шоу The Tim Conway Comedy Hour, выходящего на телеканале CBS и снимался в телевизионной рекламе.

### «МЭШ»
Первоначально в телесериале «МЭШ» Стивенсон пробовался на роль «Ястребиного глаза» Пирса, однако был утверждён на роль подполковника Генри Блейка. Эта роль принесла ему известность, премию «Золотой глобус» за лучшую мужскую роль второго плана в телесериале и четыре номинации на премию «Эмми».
Сериале «МЭШ» быстро стал одним из самых популярных телесериалов, и, в итоге, был признан одним из лучших ситкомов в истории телевидения. Несмотря на успех шоу, Стивенсон (как и Уэйн Роджерс) устал играть вторую скрипку в дуэте с Аланом Алдой, игравшим остряка «Ястребиного глаза» Пирса, и попросил разорвать свой контракт во время показа третьего сезона. Сценаристы шоу описали его «уход» в заключительном эпизоде сезона 1974—1975 годов: подполковник Блейк был уволен в запас и улетел на самолёте, который был сбит над Японским морем.
В интервью его коллега по работе в «МЭШ» Лоретта Свит отметила, что Стивенсон хотел быть номером один и чувствовал себя зажатым, «одним из восьми». Свит говорит, что прежде чем Стивенсон покинул сериал, он сказал ей:

«Я знаю, что не буду нигде так хорош, как в этом шоу, но я должен уйти — и быть номером один».

Он заявил, что основной причиной его увольнения были систематические проблемы со студией 20th Century Fox, Стивенсона не устраивало её наплевательское отношение к удобствам для актёров и съёмочной группы, а также более выгодные возможности, открывшиеся ему в то время.
Место Стивенсона в сериале занял его друг Гарри Морган, который сыграл роль полковника Шермана Поттера в остальных восьми сезонах сериала и его короткометражных спин-оффах.

### Поздняя карьера
После ухода из сериала «МЭШ», актёрская карьера Стивенсона пошла на спад. Он снялся в нескольких ситкомах, ни один из которых не длился более одного сезона. Спад драматической карьеры Стивенсона привёл к тому, что он стал мишенью для шуток. В 1990 году Стивенсон признал, что часть критики была обоснована, поскольку оставление им «МЭШ» стало самой большой ошибкой в его карьере. Он говорил:

«Я сделал ошибку, полагая, что люди были вдохновлены Маклином Стивенсоном, — тогда как, на самом-то деле, они были очарованы Генри Блейком».

Он также признался, что ему не удалось «найти что-то в калибре „МЭШ“», сказав:

«Я никогда не был в состоянии работать с группой… Я сделал несколько ужасных шоу. Но никто не заставлял меня делать это. Я делал всё по своей воле».

## Смерть
Стивенсон восстанавливался после хирургической операции рака мочевого пузыря в окружном медицинском центре Энсино-Тарзана, когда он 15 февраля 1996 года перенёс сердечный приступ, приведший к его смерти.
Стивенсон был погребён на кладбище Голливуд Хиллз в Лос-Анджелесе. Он оставил вдову Джинни, дочь Линдси, дочь Дженнифер и сына Джеффа Макгрегора (оба от предыдущих браков).

## Фильмография
| Год       |     | Русское название                | Оригинальное название              | Роль                     |
| --------- | --- | ------------------------------- | ---------------------------------- | ------------------------ |
| 1968      | тф  | —                               | Bing Crosby Special: Making Movies | Стивен Маршалл           |
| 1969      | с   | Эта девушка                     | That Girl                          | мистер Маккоркл          |
| 1969—1971 | с   | Шоу Дорис Дэй                   | The Doris Day Show                 | Майкл Николсон           |
| 1970      | с   | —                               | The Tim Conway Comedy Hour         | разные персонажи         |
| 1971      | кор | —                               | My Wives Jane                      | Дирк Беннетт             |
| 1971      | с   | Любовь по-американски           | Love, American Style               | лейтенант Миллер         |
| 1971      | с   | Смелые: Новые доктора           | The Bold Ones: The New Doctors     | Джордж Колдуэлл          |
| 1971      | тф  | Мистер и миссис Бо Джо Джонс    | Mr. and Mrs. Bo Jo Jones           | министр                  |
| 1971      | ф   | Христианский магазин солодки    | The Christian Licorice Store       | Смоллвуд                 |
| 1972      | кор | —                               | This Week in Nemtim                | н/д                      |
| 1972      | с   | —                               | Insight                            | мистер Макадамс          |
| 1972—1975 | с   | МЭШ                             | M*A*S*H                            | подполковник Генри Блейк |
| 1973      | тф  | Одежда                          | Shirts/Skins                       | доктор Бенни Саммер      |
| 1974      | ф   | —                               | Win, Place or Steal                | мистер Хаммонд           |
| 1975      | с   | —                               | Cher                               | подполковник Генри Блейк |
| 1976—1977 | с   | Шоу Маклина Стивенсона          | The McLean Stevenson Show          | Мак Фкргюсон             |
| 1978      | ф   | Кот из космоса                  | The Cat from Outer Space           | Норман Линк              |
| 1978      | с   | —                               | In the Beginning                   | отец Дэниел Клири        |
| 1979      | с   | Различные ходы                  | Diff’rent Strokes                  | Ларри Адлер              |
| 1979—1980 | с   | Привет, Ларри                   | Hello, Larry                       | Ларри Адлер              |
| 1981—1984 | с   | Лодка любви                     | The Love Boat                      | разные персонажи         |
| 1982      | кор | Астронавты                      | The Astronauts                     | полковник Майкл Си Букер |
| 1983      | с   | —                               | Condo                              | Джеймс Керкридж          |
| 1984      | с   | Отель                           | Hotel                              | Гарри Гилфорд            |
| 1986      | с   | Рассказы и легенды долины       | Tall Tales & Legends               | Эндрю Джексон            |
| 1987      | с   | Золотые девочки                 | The Golden Girls                   | Тед                      |
| 1988      | с   | —                               | Mathnet                            | Майк Плайерс             |
| 1988      | с   | —                               | Square One TV                      | Майк Плайерс             |
| 1988—1989 | с   | Грязные танцы: Один лишь взгляд | Dirty Dancing                      | Макс Келлерман           |
| 1989      | тф  | Школьный круиз                  | Class Cruise                       | Майлс Гимрич             |
| 1993      | с   | Городские истории               | Tales of the City                  | Бутер Маниголт           |